# Barbara Partee
Barbara H. Partee (Englewood, Nova Jérsei, 23 de junho de 1940) é uma linguista estadunidense conhecida principalmente por seus trabalhos em semântica formal. É professora emérita da Universidade de Massachusetts em Amherst. Em 1986, foi presidente da Sociedade Linguística da América.

## Biografia
Nascida em Englewood, New Jersey, Partee cresceu na área de Baltimore. Ela é a irmã mais nova do jogador profissional de beisebol Dick Hall. Ela frequentou o Swarthmore College, onde se formou em matemática com especialização em russo e filosofia. Ela fez seu trabalho de pós-graduação no Instituto de Tecnologia de Massachusetts com Noam Chomsky. Sua dissertação de PhD de 1965 no MIT foi intitulada Subject and Object in Modern English. Partee foi a primeira mulher a receber um diploma de doutorado em linguística do MIT em 1965.
Partee começou sua carreira de professora na Universidade da Califórnia, Los Angeles em 1965 como professora associada de linguística. Ela ensinou na instituição até 1972, quando se transferiu para a Universidade de Massachusetts em Amherst, logo se tornando professora titular e transformando o departamento de Linguística num programa de primeira linha. Durante seu tempo nesta universidade, ela ensinou vários alunos que se tornariam linguistas notáveis, incluindo Gennaro Chierchia e Irene Heim.
Partee se aposentou da Universidade de Massachusetts em 2004 e agora escreve um livro sobre a história de semântica formal, em que ela entrevistou mais de 85 pessoas.
Por meio de suas interações com o filósofo e lógico Richard Montague na UCLA na década de 1970, ela desempenhou um papel importante em reunir as tradições de pesquisa da linguística generativa, lógica formal e filosofia analítica, perseguindo uma agenda iniciada por David Lewis em seu artigo de 1970 "Geral Semântica ". Ela ajudou a popularizar a abordagem de Montague da semântica das línguas naturais entre os linguistas nos Estados Unidos, especialmente em uma época em que havia muita incerteza sobre a relação entre sintaxe e semântica. Segundo a própria linguista, o surgimento da gramática de Montague – e seu sucessivo desenvolvimento - foi um fator de declínio da Semântica Gerativa e do término das Guerras Linguísticas.

## Surgimento da semântica formal para línguas naturais
Quando chega ao MIT, Partee se torna aluna de Noam Chomsky. Chomsky já havia mudado drasticamente os rumos da linguística afirmando que as línguas naturais poderiam ser descritas fonologicamente e sintaticamente a partir de um conjunto formal de regras. No entanto, a principal contribuição de Partee na linguística surge quando ela conhece o filósofo e lógico Richard Montague.
Richard Montague já havia teorizado na década de 1970 o tratamento da semântica de línguas naturais a partir de ferramentas da lógica. O que Partee realizou foi sintetizar a teoria semântica de Montague com a teoria sintática de Noam Chomsky. Até este momento, o próprio Chomsky, segundo Partee não achava que “a linguística não tinha semântica” e que o professor também era “cético à aplicação de ferramentas formais ao estudo do significado”. A síntese feita por Partee entre os trabalhos da lógica com teorias linguísticas fizeram com que ela se tornasse uma das figuras centrais no surgimento da disciplina de semântica formal em línguas naturais.

## O problema de Partee
O problema de Partee consiste na seguinte frase: I didn't turn off the stove (Eu não desliguei o fogão). O problema surge quando se analisa tal sentença de forma analítica. Uma interpretação seria a de que não existe um tempo no passado em que eu desliguei o fogão (a negação recai sobre o tempo e não sobre a ação) e tem como a seguinte representação formal: ~ ∃t [t é um tempo passado & eu desliguei o fogão em t]; e uma outra interpretação prediz que existe um tempo passado em que eu não desliguei o fogão e a representação é esta: ∃t [t é um tempo passado & ~ eu desliguei o fogão em t] - neste último caso, a negação recai sobre a ação e não sobre o tempo. Com isso, Partee mostrou que a partir das análises convencionais, a interpretação da negação da sentença não resultava numa interpretação correta.
Como as duas interpretações da sentença estão erradas, a solução de Partee foi entender o pretérito perfeito (ou simple past em inglês) como um pronome dêitico que se refere a um tempo passado em particular cuja identidade surge num contexto extra-linguístico.

## Prêmios e distinções
Barbara Partee foi a primeira mulher a receber a Medalha Goodwin do MIT – prêmio atribuído para professores adjuntos e instrutores da instituição - pela distinção pelo seu trabalho como professora.
Barbara Partee recebeu várias homenagens, incluindo a presidência da Sociedade Linguística da América (1986), doutorados honorários do Swarthmore College (1989), Universidade Carolina de Praga (1992), Copenhagen Business School (2005) e Universidade de Chicago (2014) e eleição para a Academia Americana de Artes e Ciências (1984)  e para a Academia Nacional de Ciências dos Estados Unidos (1989). Em 1992, ela recebeu o Max-Planck-Forschungspreis (prêmio de pesquisa da Sociedade Max Planck; junto com Hans Kamp). Ela é membro estrangeiro da Academia Real de Artes e Ciências da Holanda desde 2002. Em 2006, ela foi empossada como membro da Sociedade Linguística da América. Em 8 de janeiro de 2018, ela recebeu um doutorado honorário da Universidade de Amsterdã por seu trabalho pioneiro em semântica formal. Em julho de 2018, ela foi eleita Membro Correspondente da Academia Britânica. Em 2020, ela recebeu a Medalha Benjamin Franklin (Instituto Franklin).

## Vida pessoal
Partee reside em Amherst, no estado estadunidense de Massachusetts. Ela tem três filhos: Moriss Partee – o mais velho, Dave Partee – o filho do meio e Joel Partee, o caçula. Os três filhos são frutos do relacionamento com seu primeiro marido, Morris Henry Partee, com quem ela foi casada entre 1966 e 1971. Desde então ela usa o nome Barbara Hall Partee. A linguista é hoje casada com o também professor da Universidade de Massachustts em Amherst Vladimir Borschev. Antes disso, ela foi anteriormente casada com o cientista da computação e professor da Universidade de Winconsin-Madison Eric Bach.
O irmão mais velho de Barbara Partee, Dick Hall, é um ex-jogador profissional de baseball.